# Teresópolis
Teresópolis is een Braziliaanse stad en gemeente in de staat Rio de Janeiro in het zuidoosten van Brazilië. In 2017 had de stad 176.060 inwoners, op een gebied van 770 km². De stad ligt 95 kilometer van de stad Rio de Janeiro en is de hoogstgelegen stad van de hele staat Rio de Janeiro.

## Geschiedenis

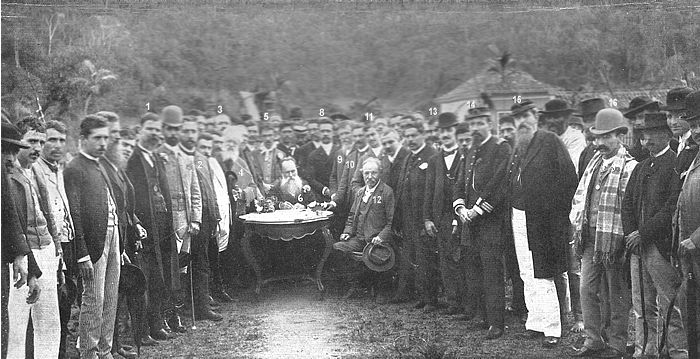
Teresópolis wordt gesticht (1890)

Teresópolis is gesticht als quilombo door Braziliaanse marrons. In 1818 stichtte de Engelsman George March hier een boerderij.

## Nationaal park
Het nationaal park Nationaal park Serra dos Órgãos ligt binnen de stadsgrenzen.

## Aangrenzende gemeenten
De gemeente grenst aan Cachoeiras de Macacu, Guapimirim, Nova Friburgo, Petrópolis, São José do Vale do Rio Preto, Sapucaia en Sumidouro.

## Verkeer en vervoer
De plaats ligt aan de wegen BR-116, BR-495 en RJ-130.

## Stedenbanden
Zustersteden van Teresópolis:
- Rio de Janeiro, Brazilië

## Geboren
- Lílian Vieira (1966), Braziliaans/Nederlandse zangeres

## Impressie van Teresópolis

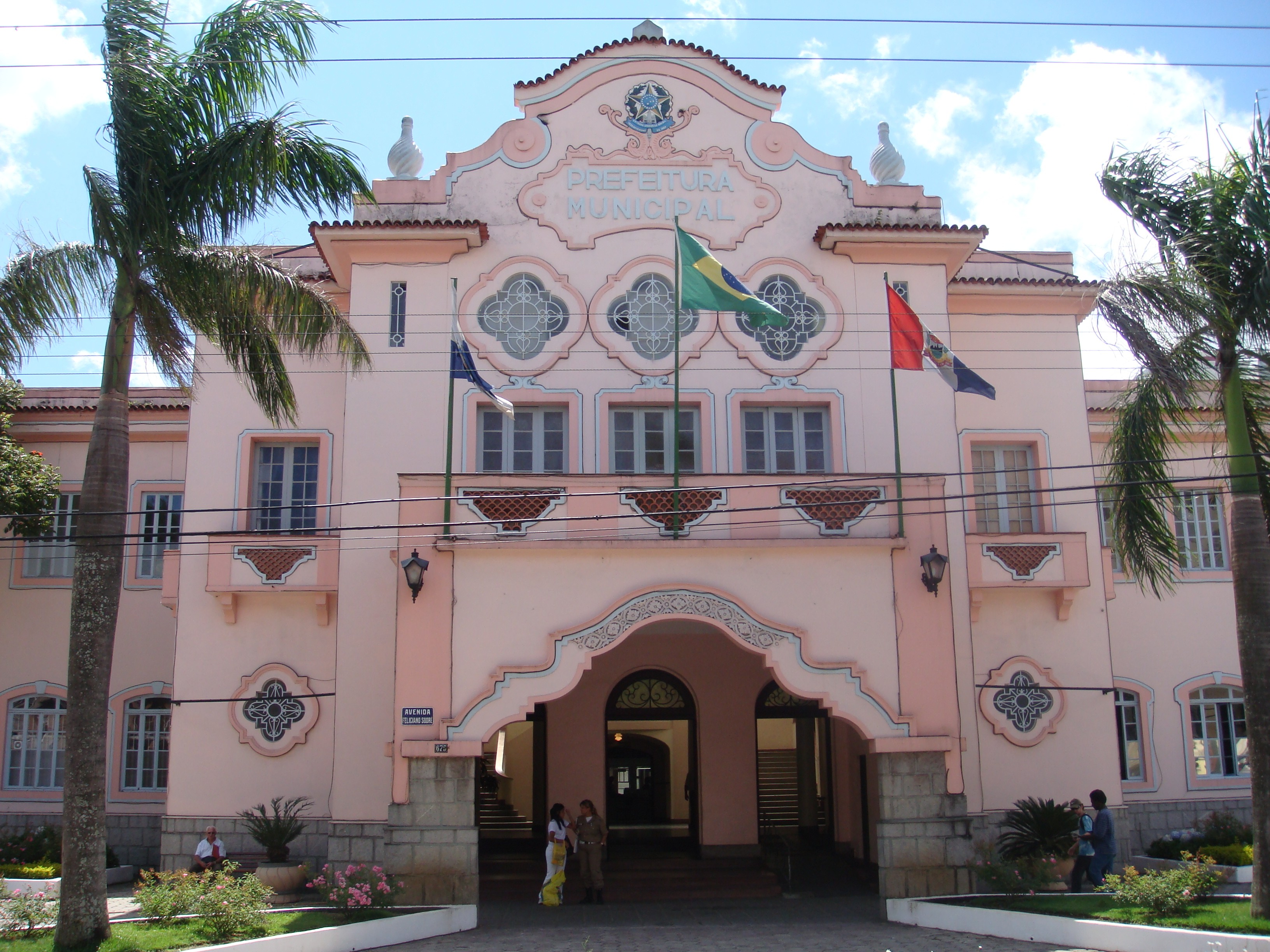
Prefectuur van Teresópolis
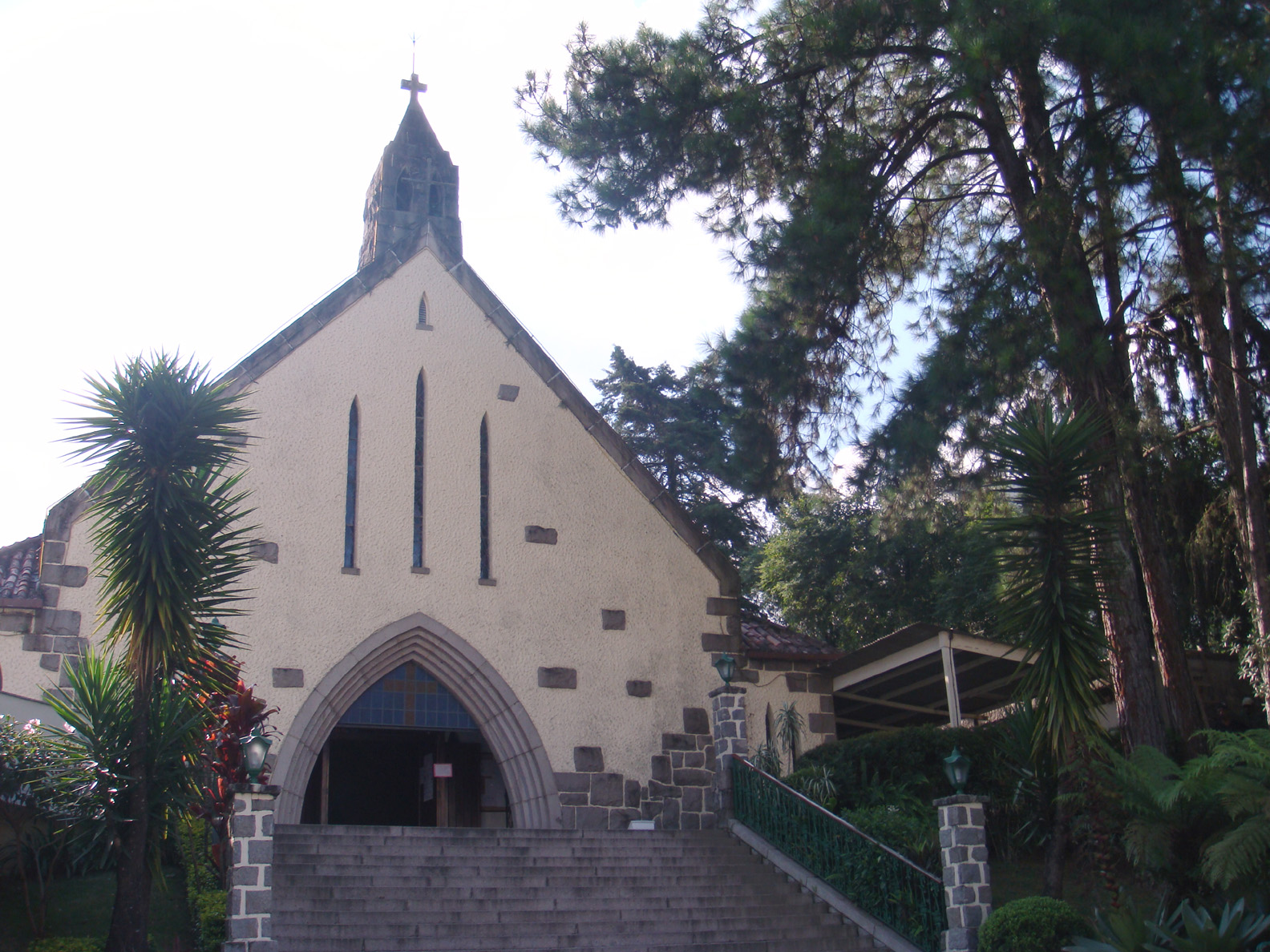
St. Antioniuskerk
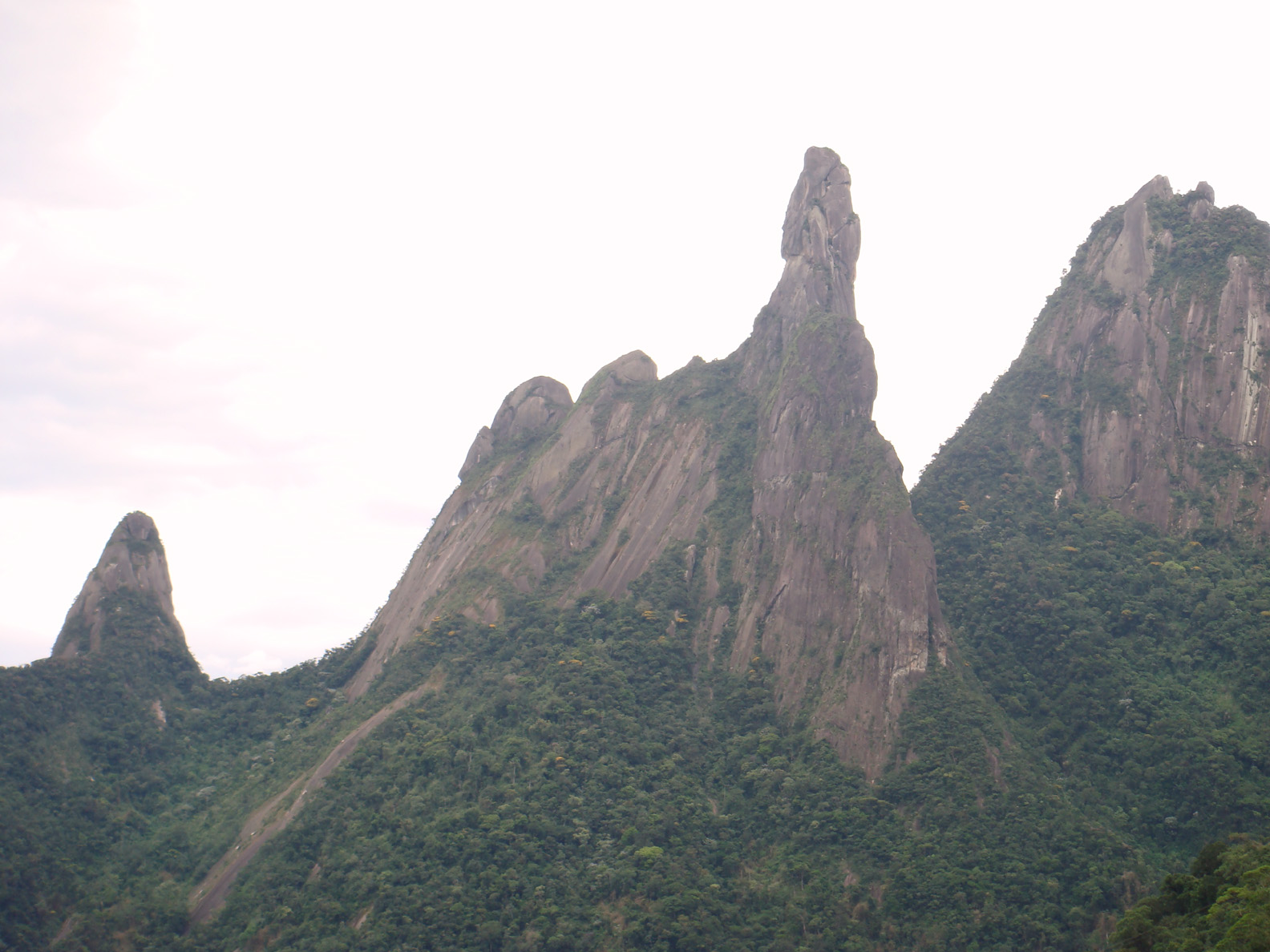
Dedo de Deus ("vinger van God")
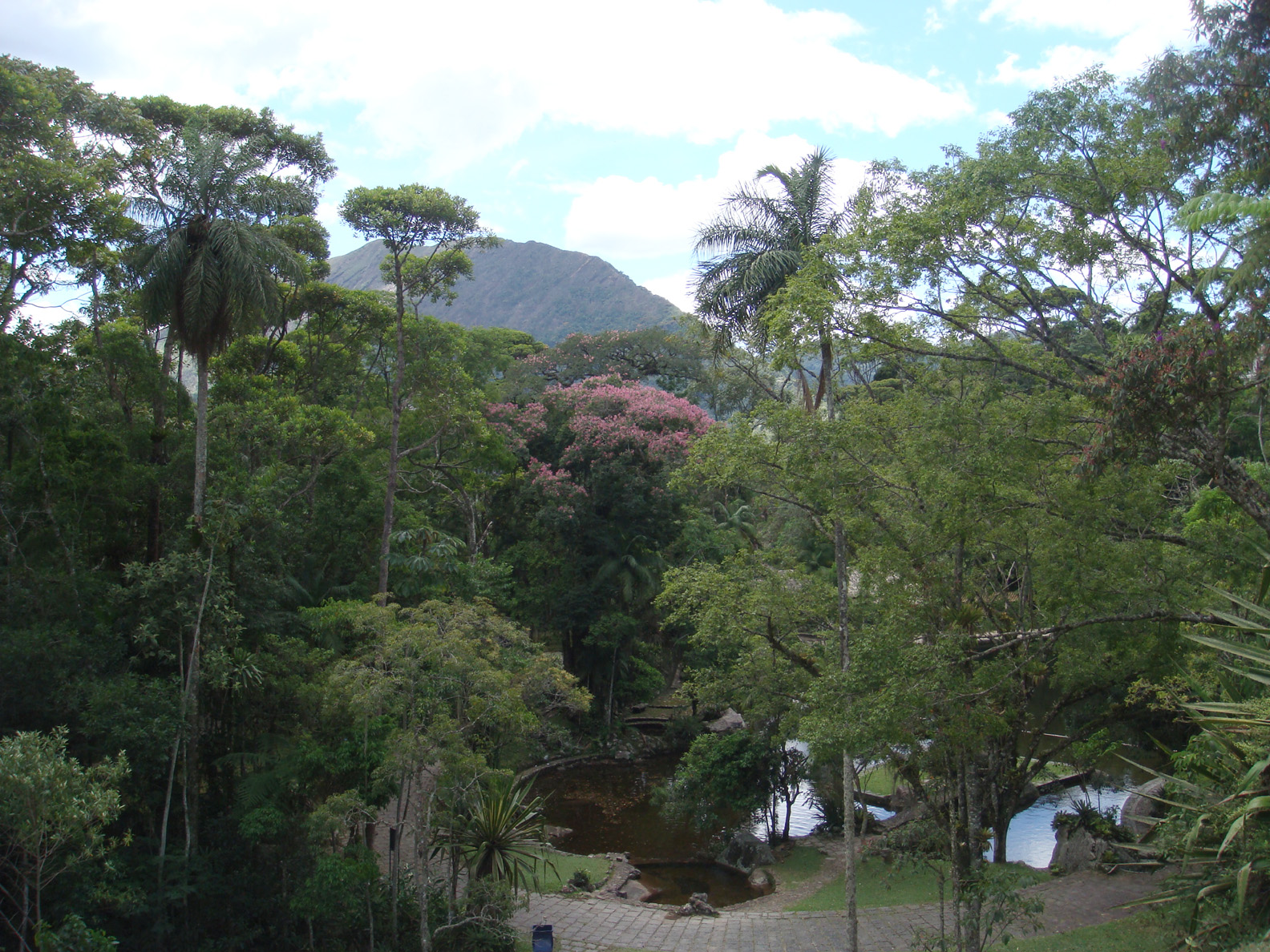
Orgaospark
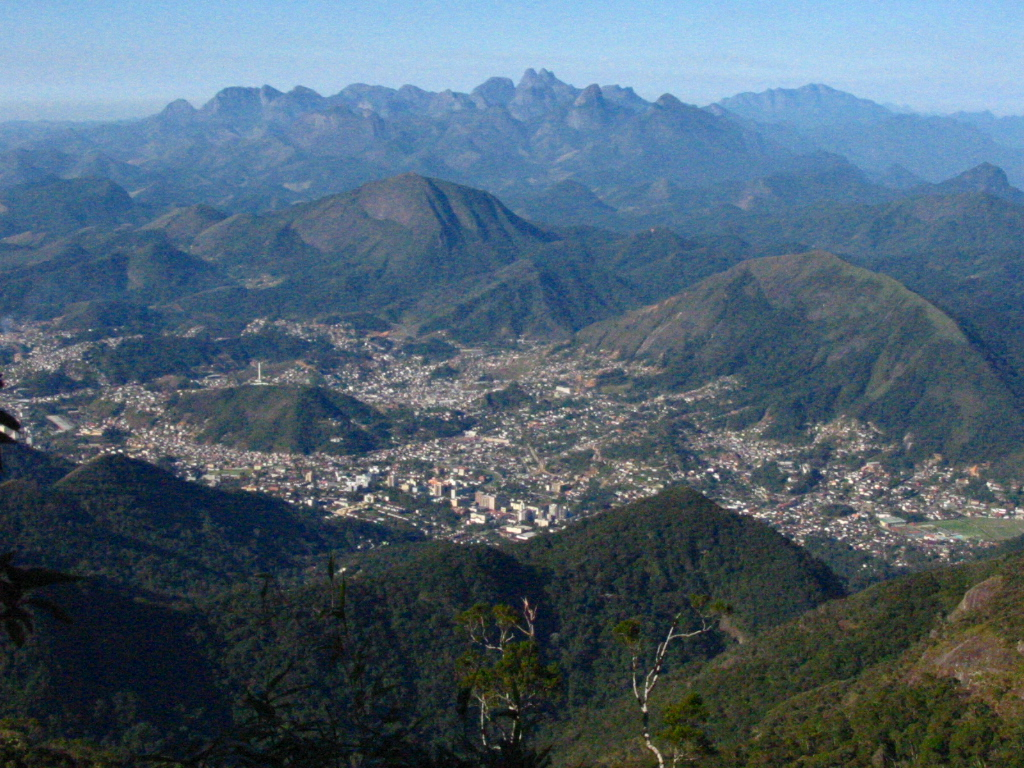
Pedra do Sino
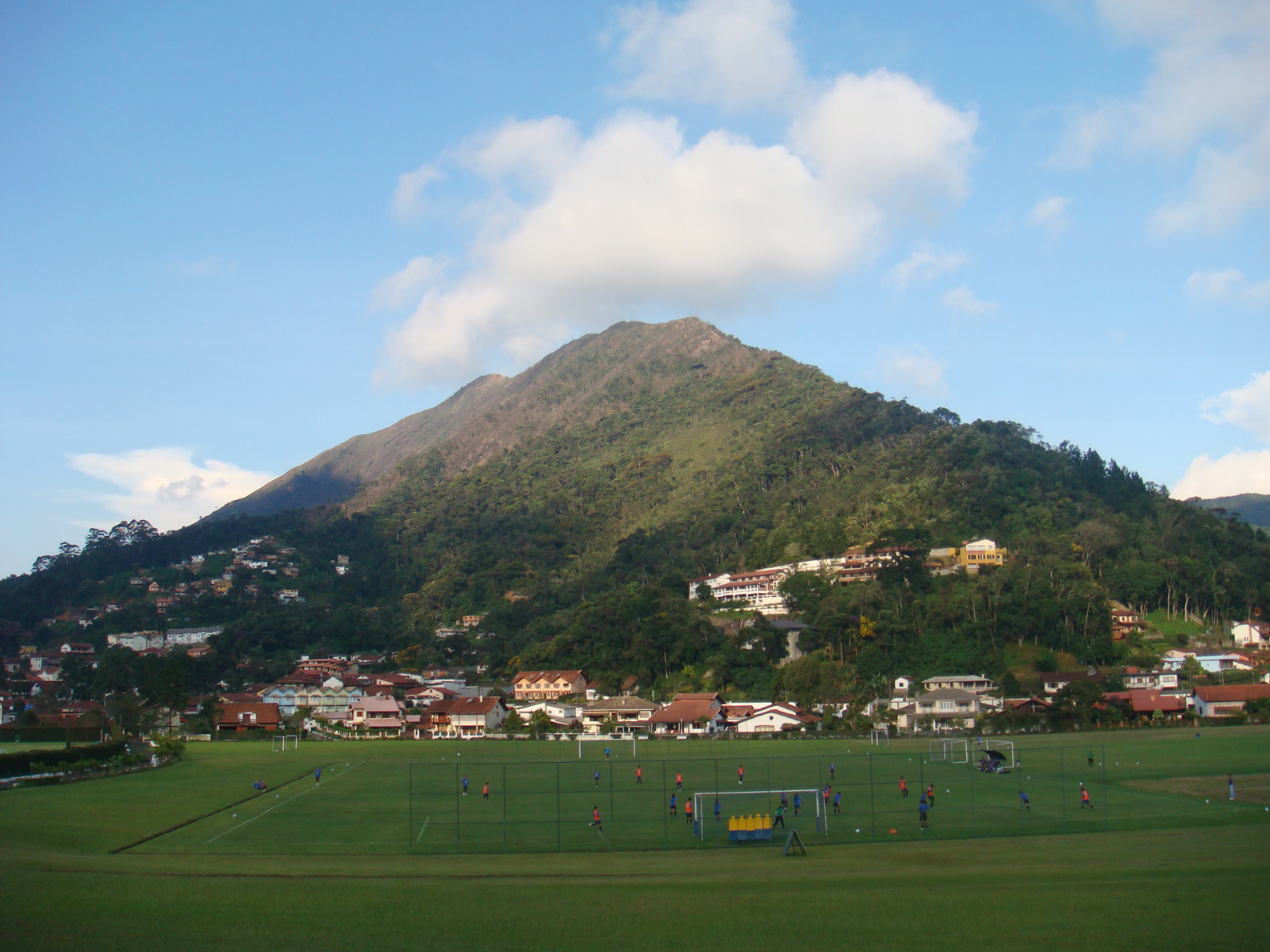
Comary

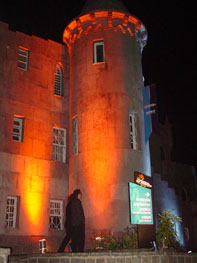
Kasteel Montebello